# Liedeerdgronden
Een liedeerdgrond is een bodemtype binnen het Nederlandse systeem van bodemclassificatie dat behoort tot de suborde van de hydroeerdgronden, eerdgronden met een dunne A-horizont en voortdurend of periodiek hoge grondwaterstanden. Liedeerdgronden zijn klei-op-veengronden met een donkere humusrijke bovengrond. Daaronder bevindt zich een meestal kalkloze, zware klei. Het veen in de ondergrond is veelal bosveen en wordt binnen 80 cm diepte aangetroffen. Ze hebben vaak een toemaakdek, dat is gevormd door het gebruik van aardmest, wat bestond uit bagger uit sloten, stadsvuil, mest en zand uit de stallen.
Vergelijkbare gronden met veen binnen 80 cm diepte, maar zonder een voldoende donkere en humusrijke bovengrond, behoren meestal tot de drechtvaaggronden.

## Etymologie
Liedeerdgronden komen vrij weinig voor en worden aangetroffen langs de Oude Rijn in Zuid-Holland. In dit gebied treft men plaatsnamen aan die op lied of liede eindigen.

## Profielbeschrijving
| Horizont | Diepte   | Omschrijving                                                                  |
| -------- | -------- | ----------------------------------------------------------------------------- |
| Aa       | 0–10 cm  | zode; zeer donkergrijze venige klei, zandig                                   |
| Aag      | 10–20 cm | donkergrijze humusrijke, kalkloze, lichte klei met enige roestvlekken, zandig |
| ACwg     | 20–30 cm | overgangshorizont                                                             |
| Cg       | 30–70 cm | grijze humeuze, kalkloze, zware klei met roestvlekken                         |
| 2C       | > 70 cm  | geoxideerd bosveen                                                            |